# Martine Schüttringer
Martine Schüttringer, née à Waremme le 27 octobre 1960 est une femme politique belge, membre d'Ecolo.
Elle est graduée en animation socio-culturelle, tourisme et loisirs et graduée en intervention socio-éducative mandatée (milieu pénal et toxicomanie). 

## Carrière politique
- Députée belge du 21 mai 1995 au 5 mai 1999.